# Flauta del alborotador
La  flauta del alborotador era un instrumento de tortura de origen italiano, que utilizaban los verdugos de la República de Venecia durante los siglos XVII y XVIII para casos de desertores de la guerra contra el Imperio Otomano .
Se solía usar de forma pública. El collar se cerraba por detrás el cuello, y los dedos eran colocados entre la barras de hierro, que eran apretadas por el verdugo a voluntad,
llegando a todo tipo de heridas en los dedos, hasta el aplastamiento de carne, huesos y articulaciones.
Esta tortura era fundamentalmente una forma de exposición a la vergüenza pública, dolorosa y muchas veces fatal.
Se imponía para castigar delitos menores:
- conflictividad
- blasfemia en primer grado
- insultos
- alteración del orden público, etc.

En Italia, según referencias de varios archivos, a menudo se aplicaba a los que provocaban alboroto delante de la iglesia durante las misas.